# Pedro Chirino
Pour les articles homonymes, voir Chirino.
Pedro Chirino, né en 1557 à Osuna, Royaume d'Espagne et mort le 16 septembre 1635 à Manille, Philippines, est un prêtre jésuite espagnol missionnaire aux Philippines.

## Biographie
Pedro Chirino entre dans la Compagnie de Jésus en 1580 après des études de droit à Séville. Après sa formation théologique il commence par œuvrer dans les missions intérieures. En 1590 il est envoyé aux Philippines rejoindre le père Antonio Sedeño, où depuis Cebu il supervise les missions dans l'archipel des Visayas. En 1602 il se rend à Acapulco. Suite en grande partie à ses efforts il obtient l'autonomie de la mission Jésuite des Philippines alors dépendante de la province du Mexique (Nouvelle-Espagne). De retour aux Philippines en 1606 il est nommé recteur du collège jésuite de Cebu. Il se rend aussi à Manille pour soutenir le collège.

## Historien et ethnographe
Alors qu'il est à Rome en 1604, il fait imprimer ce qui sera l'œuvre pour laquelle il restera connu: Relación de las Islas Filipinas. Son livre est le plus ancien texte consacré à l'histoire de l'Église aux Philippines et aux peuples qui l'habitent. Il y décrit la fondation des missions, les conversions, le travail des missionnaires. Il prend aussi le temps de décrire la vie des Indigènes, leurs coutumes: de leur cuisine jusqu'à leur artisanat en passant par leurs langues.